# Hugo Gasteiger

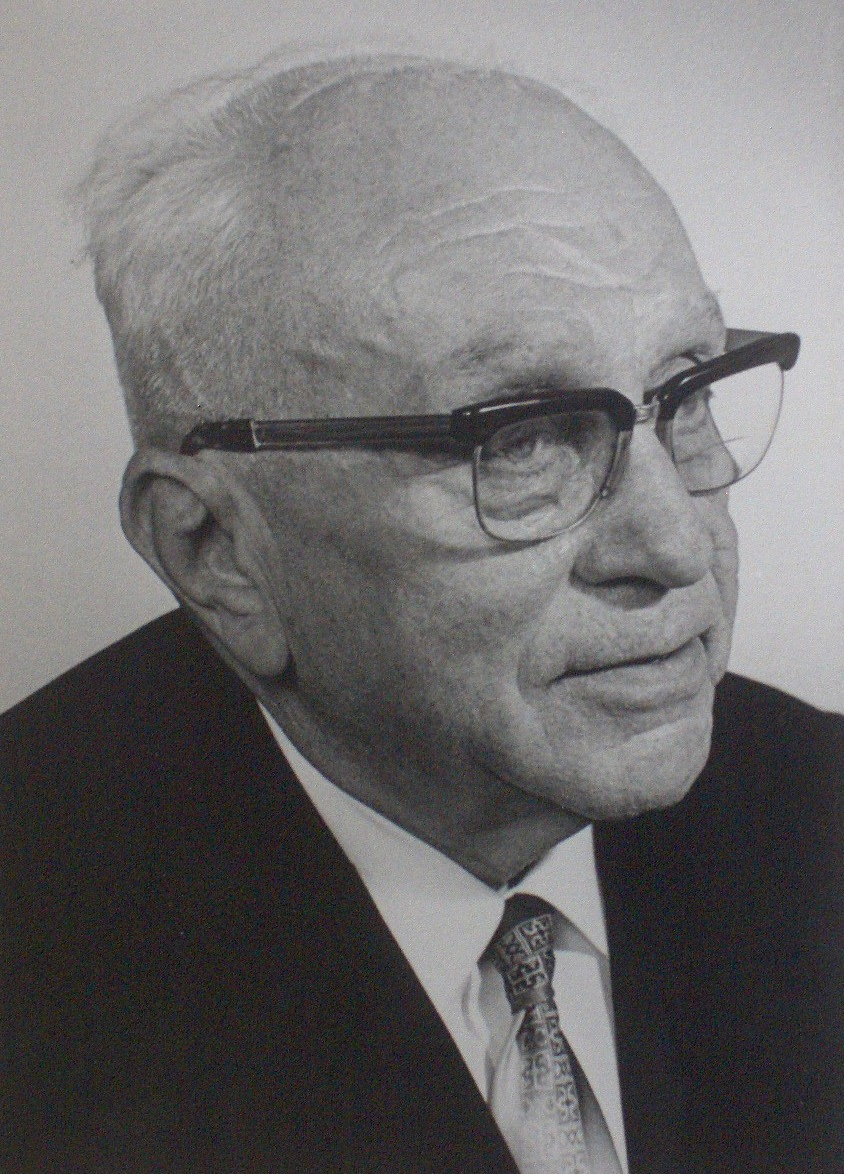
Hugo Gasteiger

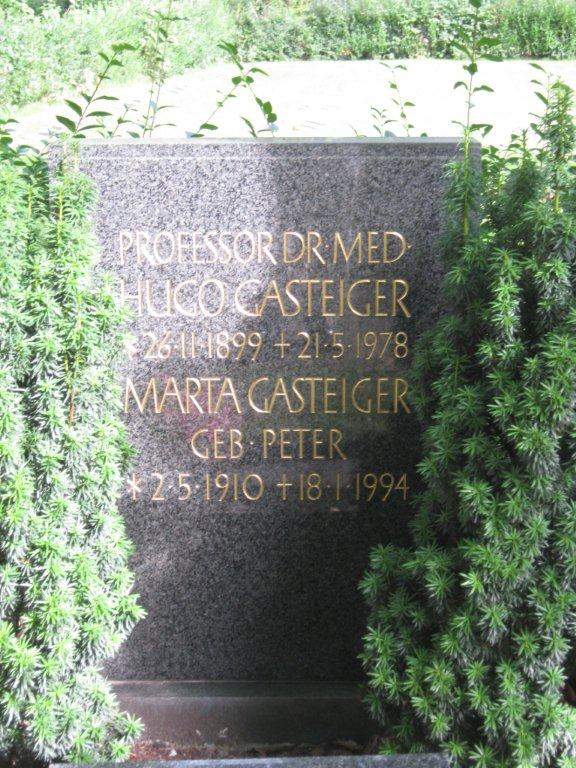
Grab in Wilmersdorf (2011)

Hugo Gasteiger (* 26. November 1899 in Murau, Obersteiermark; † 21. Mai 1978 in West-Berlin) war ein österreichisch-deutscher Ophthalmologe und Hochschullehrer.

## Leben
Gasteiger war Sohn des Apothekers und Reichsratsabgeordneten Carl Gasteiger und der Böhmin Maria Franziska Fischer von See. Er studierte Medizin an der Universität Graz und der Universität Innsbruck, wo er in den Corps Joannea (1919) und Athesia (1921) aktiv wurde. Mit einer Doktorarbeit bei seinem Corpsbruder Richard Seefelder wurde er 1929 in Innsbruck zum Dr. med. promoviert. 1936 wurde er als a.o. Professor an die Johann Wolfgang Goethe-Universität Frankfurt am Main berufen. Zwei Jahre später wurde er leitender Arzt der Augenklinik am Stadtkrankenhaus Johannstadt in Dresden. 1951 wechselte er als Ordinarius in das geteilte Berlin, zunächst an die Humboldt-Universität in Ost-Berlin und 1957 schließlich  an das Klinikum Westend der Freien Universität in West-Berlin. Dort wurde er 1968 emeritiert.
1959/60 war Hugo Gasteiger Präsident der Deutschen Ophthalmologischen Gesellschaft. Er arbeitete über Zyklodiathermie und schrieb 1956 ein Lehrbuch für Augenheilkunde im Verlag Walter de Gruyter, das in mehreren Auflagen erschien.
Von seinen Studenten und Kollegen wurde er aufgrund seiner schnellen Art häufig „Kugelblitz“ genannt. Beerdigt ist er mit seiner Frau Marta (geb. Peter) auf dem Friedhof Wilmersdorf in Berlin.